# Balbronn
Balbronn je občina v departmaju Bas-Rhin francoske regije Alzacija.
Leta 1990 je v občini živelo 581 oseb oz. 57 oseb/km².